# ۱۳۰۲ (میلادی)
۱۳۰۲ (میلادی) هزار و سیصد  و دومین سال تقویم میلادی است.

## درگذشتگان
‎